# التركيبة السكانية في باكستان
بلغ عدد سكان باكستان 213,222,917 مليون وفقًا للنتائج النهائية لتعداد عام 2017 في باكستان. باكستان هي خامس دولة في العالم من حيث عدد السكان. زاد عدد سكان باكستان أكثر من ستة أضعاف بين عامي 1951 و2017، حيث زاد من 33.7 مليون إلى 207.7 مليون. لدى البلاد معدل نمو مرتفع نسبيًا، على الرغم من انخفاضه، تدعمه معدلات المواليد المرتفعة ومعدلات الوفيات المنخفضة. بلغ متوسط معدل النمو السكاني السنوي +2.40٪ بين عامي 1998 و2017.
أدت التغييرات الاجتماعية إلى التحضر وظهور مدينتين ضخمتين : كراتشي ولاهور. تضاعف عدد سكان المناطق الحضرية في البلاد بأكثر من ثلاثة أضعاف بين عامي 1981 و 2017 (من 23.8 مليون إلى 75.7 مليون)، وارتفع معدل التحضر في باكستان من 28.2٪ إلى 36.4٪. ولكن لا يزال معدل التحضر في البلاد من أدنى المعدلات في العالم، حيث أنه في عام 2017، يعيش أكثر من 130 مليون باكستاني (يشكلون ما يقرب من 65٪ من السكان) في المناطق الريفية.
نظرًا لارتفاع معدل الخصوبة، الذي يقدر بنحو 3.5 في عام 2022، فإن باكستان واحدة من الدول الشابة. سجل تعداد عام 2017 أن 40.3٪ من سكان البلاد تقل أعمارهم عن 15 عامًا، بينما كان 3.7٪ فقط من الباكستانيين يبلغون من العمر 65 عامًا أو أكثر. ومتوسط عمر الدولة 19، بينما نسبة الجنس كانت 105 ذكر لكل 100 أنثى.
مجتمع باكستان متعدد الثقافات واللغات والأعراق بسبب وصول واستيطان العديد من الثقافات والجماعات العرقية في المنطقة الحديثة لباكستان من أوراسيا والشرق الأوسط. على الرغم من أن الأوردو هي اللغة الباكستانية المشتركة، فإن التقديرات تشير إلى أن اللغات التي يتحدث بها في البلاد تتراوح من 75 إلى 85 لغة، كانت أكبر ثلاث مجموعات عرقية لغوية في البلاد في عام 2017 هي البنجابية (38.8٪ من مجموع السكان)، البشتوية (18.2٪)، السندية ( 14.6٪). يُعتقد أيضًا أن باكستان لديها رابع أكبر عدد من اللاجئين في العالم، ويقدر عددهم بنحو 1.4 مليون في منتصف عام 2021 من قبل المفوضية السامية للأمم المتحدة لشؤون اللاجئين.